# Simonstad Station
Simonstad Station (Simonstad stasjon) er en tidligere jernbanestation på Treungenbanen, der ligger i Åmli kommune i Norge. Stationen åbnede 18. december 1910, da banen blev forlænget fra Froland til Åmli. Den blev nedgraderet til holdeplads i 1935 og gjort ubemandet 1. juni 1958. 
1. oktober 1967 blev trafikken indstillet på banen mellem Simonstad og Treungen, og i 1970 blev sporene taget op. Strækningen mellem Simonstad og Nelaug på Sørlandsbanen overlevede imidlertid som godsbane. Den tidligere station fik status som læssespor 1. oktober 1967 og har i perioder været brugt som tømmerterminal. Et sidespor forbinder stationen med Nidarå Trelast.
Stationsbygningen blev opført til åbningen efter tegninger af Harald Kaas, men den er senere revet ned. Vandtårnet eksisterer dog stadig.